# Vladimir Beschastnykh
Vladimir Yevgenyevich Beschastnykh - em russo, Владимир Евгеньевич Бесчастных (Moscou, 1 de abril de 1974) - é um treinador e ex-futebolista russo que atuava como atacante. É atualmente auxiliar-técnico do Rodina, equipe da segunda divisão nacional.

## Carreira

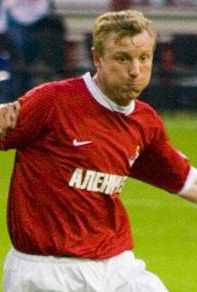
Beschastnykh durante amistoso de veteranos do Spartak, em 2008.

Beschastnykh iniciou a sua carreira em 1991, defendendo o Zvezda Moscou. Realizou uma única partida pelo clube, suficiente para despertar o interesse do tradicional Spartak, que o contrataria no mesmo ano.
Em sua primeira passagem pelos Krasno-Belye, jogou 62 partidas e marcou 25 gols. Em 1994, deixa o Spartak depois de aceitar proposta do Werder Bremen, tendo participado de 56 partidas, deixando sua marca 11 vezes. No Racing Santander, Beschastnykh viveria seu melhor momento fora da Rússia: entre 1996 e 2001, vestiu a camisa da equipe cântabra em 140 oportunidades, marcando 28 gols.
Beschastnykh retornou ao Spartak em 2001, tendo como objetivo jogar mais regularmente para ter chances de ser convocado para a Copa de 2002, a qual foi chamado por Oleg Romantsev. Após deixar o Spartak em sua segunda passagem (42 jogos e 21 gols), sua carreira entra em declínio depois de uma temporada fraca no Fenerbahçe (12 partidas e 1 gol marcado).
Em 2003, o Hamster (apelido do atacante) retornaria pela terceira vez à Rússia, desta vez para vestir as camisas de Kuban Krasnodar (21 jogos, oito gols), Dínamo de Moscou (21 jogos, quatro gols), Oryol (22 partidas, três gols) e Khimki (42 jogos, nove gols).
Em 2008, encara o desafio de atuar em uma equipe semi-profissional da Rússia, o Istra, mas os registros de suas partidas com o time são desconhecidos. No mesmo ano, atua pelo Volga Tver antes de jogar por Astana, Fortuna Mytischi e Inter-2005, encerrando a carreira pela primeira vez em 2009.
Em 2012, volta aos gramados para defender o Arsenal Tula, junto de seus ex-companheiros de Seleção, Dmitriy Khlestov, Yuri Kovtun e Aleksandr Filimonov, mas não entrou em campo nenhuma vez.

## Desempenho na seleção
Beschastnykh atuou na primeira partida oficial da Rússia em agosto de 1992, contra o México.
Foi convocado para a Copa de 1994, sendo o atleta mais jovem do elenco (20 anos). Disputou apenas a partida contra Camarões, marcada pelos recordes de Oleg Salenko (marcou 5 gols na vitória por 6 a 1) e Roger Milla (até então o jogador mais velho a entrar em campo na história da competição).
Por seu país, jogou também a Eurocopa de 1996 e a Copa de 2002. Entretanto, o time não passou da primeira fase dos três torneios, mas Beschastnykh quase virou herói nacional no mundial da Ásia, ao marcar na última rodada da primeira fase o gol do parcial empate em 1 a 1 contra os belgas (resultado que classificaria os russos), mas os Diables Rouges marcariam 2 gols e venceriam por 3 x 2, eliminando os eslavos.
Com 26 gols marcados em 71 jogos, era até setembro de 2014 o maior artilheiro da história da Seleção Russa, até ser ultrapassado por Aleksandr Kerjakov.

## Pós-aposentadoria
Após deixar os gramados, Beschastnykh foi técnico do time Sub-21 do Spartak e comandou ainda o time principal do Fakel Voronezh na temporada 2019–20, além de ter trabalhado como auxiliar-técnico em Torpedo Armavir e Tosno, exercendo a função no Rodina desde 2021, chegando a comandar a equipe de forma interina em 2024, uma vez que Filipp Sokolinsky (até então o técnico principal) não possuía licença para comandar o time.

## Títulos
Spartak Moscou
- Copa da União Soviética: 1991–92
- Campeonato Russo: 1992, 1993, 1994 e 2001[12]
- Copa da Rússia: 1993–94, 2002–03

Werder Bremen
- Supercopa da Alemanha: 1994

### Individuais
- Artilheiro da Copa da CEI: 1994, 2002